# 鹅首马先蒿
鹅首马先蒿（学名：Pedicularis chenocephala）是列当科马先蒿属的植物，是中国的特有植物。分布在中国大陆的甘肃、四川、青海等地，生长于海拔3,660米至4,300米的地区，一般生长在沼泽性草地中，目前尚未由人工引种栽培。